# Yunus Emre

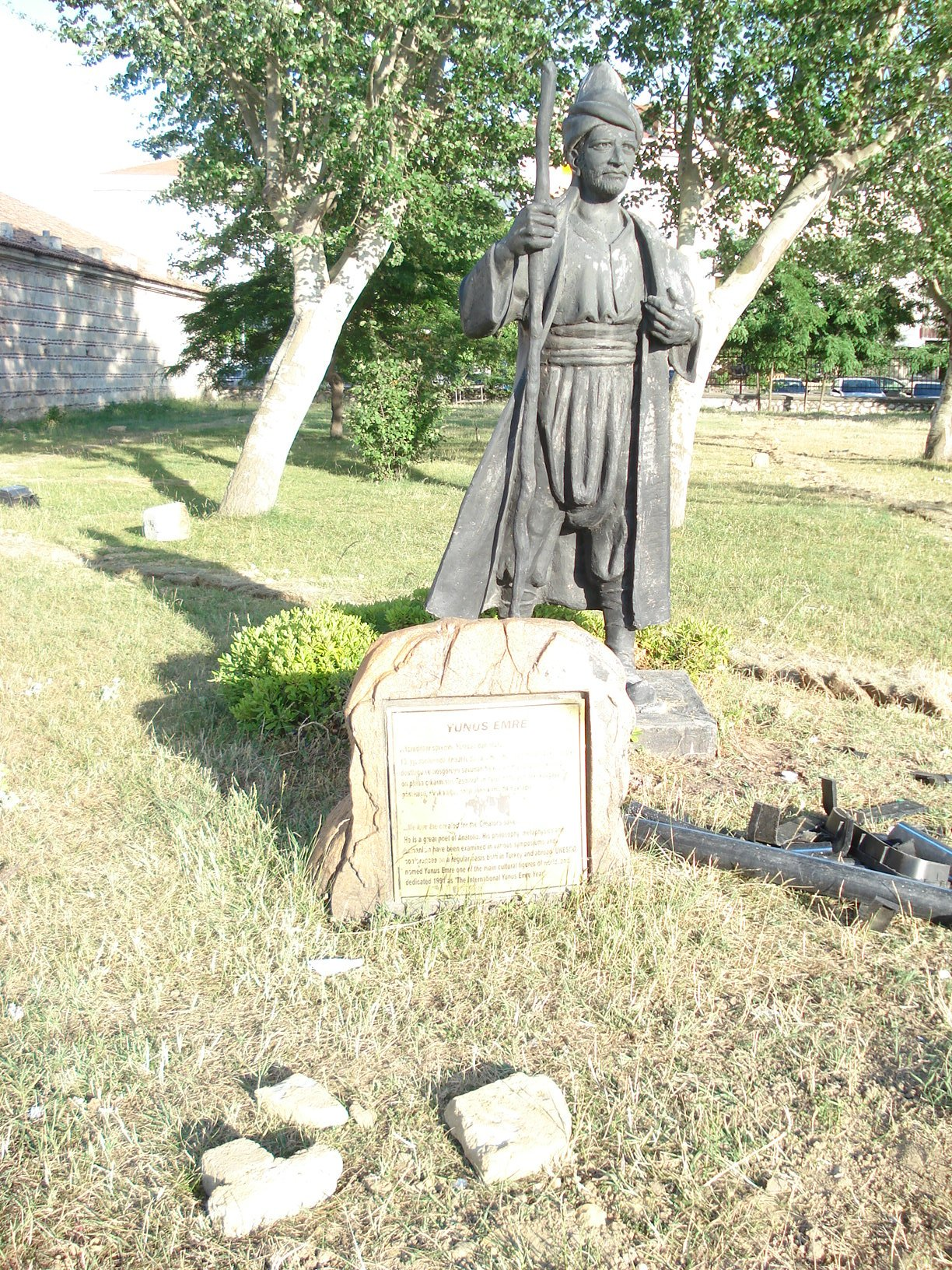
Pomnik Yunusa Emre

Yunus Emre (osm. يونس امره Yûnus Emre, ok. 1248–1320) – turecki poeta, mistyk, członek bractwa wędrownych derwiszów. Pierwszy opracował i wyjaśnił zasady sufizmu w języku tureckim. Tworzył popularne utwory pisane ludową miarą wiersza.
Po polsku zostały wydane trzy zbiory wierszy Yunusa: Droga (1985), Płonę, idę (1991) oraz Księga dobrych rad (2005). Wiersze poety tłumaczyli Andrzej Ananicz, Jan Ciopiński, Małgorzata Łabęcka-Koecherowa i Antoni Sarkady.
Rok 1991 został ogłoszony przez UNESCO międzynarodowym rokiem Yunusa Emre.
W Polsce od 2012 działa Centrum Kultury Tureckiej im. Yunusa Emre.

## Tłumaczenia na język polski
- Yunus Emre: Płonę, idę… Hymny. Przełożył Antoni Sarkady. Poznań: Biblioteka Telgte, 2002. ISBN 83-915366-2-9. Brak numerów stron w książce
- Yunus Emre: Księga dobrych rad. Risāletü’n-nushiyye. Przełożył i opracował Jan Ciopiński. Warszawa: Wydawnictwo Akademickie Dialog, 2005, seria: Mądrość Orientu. ISBN 83-89899-12-4. Brak numerów stron w książce